# Eishockey-Weltmeisterschaft der Junioren 1995
Die 19. Junioren-Weltmeisterschaften U-20 fanden in diesem Jahr zu folgenden Zeiten und an folgenden Orten statt:
Junioren-A-Weltmeisterschaft: 26. Dezember 1994 bis 4. Januar 1995 in Red Deer (Kanada)
Junioren-B-Weltmeisterschaft: 27. Dezember 1994 bis 5. Januar 1995 in Rouen, Caen, Le Havre, Louviers (Frankreich)
Junioren-C1-Weltmeisterschaft: 29. Dezember 1994 bis 3. Januar 1995 in Puigcerdà (Spanien)
Junioren-C2-Weltmeisterschaft: 31. Dezember 1994 bis 6. Januar 1995 in Tallinn (Estland).
Das Qualifikationsturnier zur C1-Gruppe wurde vom 3. bis 5. September 1994 in Minsk in Belarus ausgetragen.
Insgesamt meldeten 30 Mannschaften für diese Junioren-WM. Um den Ansturm aufzufangen, wurde nun auch im Junioren-Bereich eine C2-Gruppe eingerichtet. Da nach dem Reglement des Vorjahres der Achte der C-WM durch einen Qualifikanten ersetzt werden sollte, wurden auch in diesem Jahr noch einmal eine Qualifikation ausgetragen. An ihr nahmen die Teams auf den Plätzen 3 bis 5 der Qualifikation zur C-WM 1994 teil. Der Sieger dieser Qualifikation war für die C1-Gruppe qualifiziert, die Verlierer mussten in der C2-Gruppe spielen. Sie trafen hier auf die WM-Neueinsteiger sowie auf jene Teams, die in der Qualifikation des Vorjahres auf den Plätzen 6 und 7 gelandet waren. Zusätzlich sollte ab dem folgenden Jahr die A-Gruppe von acht auf zehn Mannschaften aufgestockt werden; damit gab es in diesem Jahr keine Absteiger, bei zwei Aufsteigern. Vor heimischem Publikum feierte Kanada seinen achten Weltmeistertitel.

## A-Weltmeisterschaft

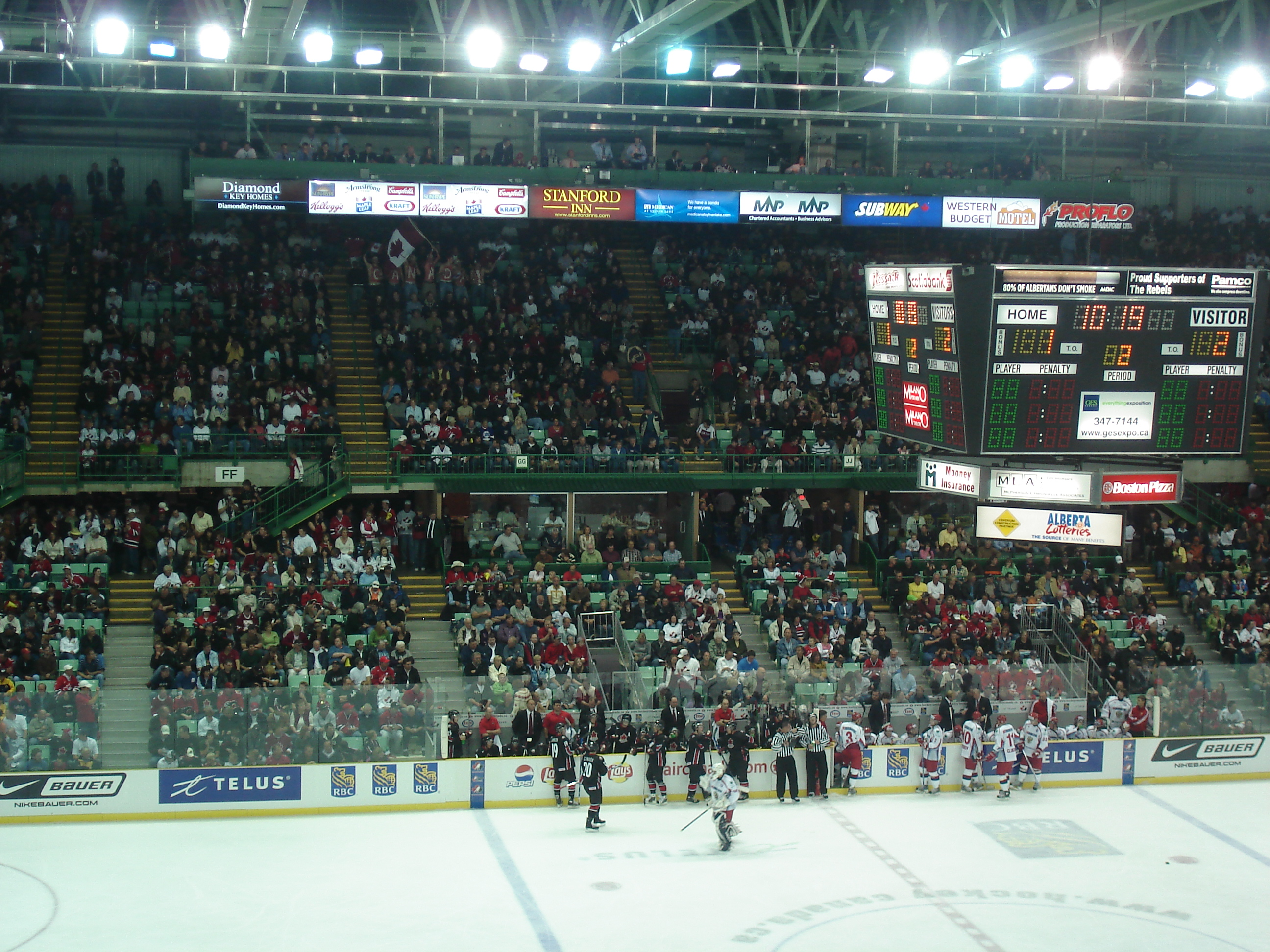
Das ENMAX Centrium in Red Deer war 1995 Hauptspielort der Junioren-Weltmeisterschaft

Das Turnier der A-Gruppe wurde im kanadischen Red Deer in der Provinz Alberta ausgetragen. Weitere Nebenspielorte waren Leduc, Spruce Grove, Innisfail, Stettler, Edmonton, Rocky Mountain House, Calgary, Wetaskiwin, Sherwood Park, Lacombe, Camrose und Ponoka.

### Spiele und Abschlusstabelle
| Pl. |             | Kanada | Russland | Schweden | Finnland | Vereinigte Staaten | Tschechien | Deutschland | Ukraine | Sp | S | U | N | Tore  | Punkte |
| --- | ----------- | ------ | -------- | -------- | -------- | ------------------ | ---------- | ----------- | ------- | -- | - | - | - | ----- | ------ |
| 1.  | Kanada      |        | 8:5      | 4:3      | 6:4      | 8:3                | 7:5        | 9:1         | 7:1     | 7  | 7 | 0 | 0 | 49:22 | 14: 0  |
| 2.  | Russland    | 5:8    |          | 6:4      | 6:2      | 3:4                | 4:3        | 8:1         | 4:2     | 7  | 5 | 0 | 2 | 36:24 | 10: 4  |
| 3.  | Schweden    | 3:4    | 4:6      |          | 3:3      | 4:2                | 4:3        | 10:2        | 7:1     | 7  | 4 | 1 | 2 | 35:21 | 09: 5  |
| 4.  | Finnland    | 4:6    | 2:6      | 3:3      |          | 7:5                | 0:3        | 7:1         | 6:2     | 7  | 3 | 1 | 3 | 29:26 | 07: 7  |
| 5.  | USA         | 3:8    | 4:3      | 2:4      | 5:7      |                    | 7:5        | 5:3         | 2:3     | 7  | 3 | 0 | 4 | 28:33 | 06: 8  |
| 6.  | Tschechien  | 5:7    | 3:4      | 3:4      | 3:0      | 5:7                |            | 14:3        | 10:1    | 7  | 2 | 0 | 5 | 43:26 | 06: 8  |
| 7.  | Deutschland | 1:9    | 1:8      | 2:10     | 1:7      | 3:5                | 3:14       |             | 6:2     | 7  | 1 | 0 | 6 | 17:55 | 02:12  |
| 8.  | Ukraine     | 1:7    | 2:4      | 1:7      | 2:6      | 3:2                | 1:10       | 2:6         |         | 7  | 1 | 0 | 6 | 12:42 | 02:12  |

### Beste Scorer
Abkürzungen: Sp = Spiele, T = Tore, V = Assists, Pkt = Punkte, SM = Strafminuten; Fett: Turnierbestwert
| Spieler            | Mannschaft  | Sp | T | V  | Pkt | SM |
| ------------------ | ----------- | -- | - | -- | --- | -- |
| Marty Murray       | Kanada      | 7  | 6 | 9  | 15  | 0  |
| Jason Allison      | Kanada      | 7  | 3 | 12 | 15  | 6  |
| Bryan McCabe       | Kanada      | 7  | 3 | 9  | 12  | 4  |
| Alexander Serikow  | Deutschland | 7  | 2 | 9  | 11  | 4  |
| Alexander Koroljuk | Russland    | 7  | 8 | 2  | 10  | 47 |
| Éric Dazé          | Kanada      | 7  | 8 | 2  | 10  | 0  |
| Adam Deadmarsh     | USA         | 7  | 6 | 4  | 10  | 10 |
| Václav Varaďa      | Tschechien  | 7  | 6 | 4  | 10  | 25 |
| Josef Marha        | Tschechien  | 7  | 5 | 5  | 10  | 0  |
| Wadim Scharifjanow | Russland    | 7  | 4 | 6  | 10  | 6  |

### Titel, Auf- und Abstieg
| Weltmeister Kanada | Chad Allan, Jason Allison, Nolan Baumgartner, Jason Botterill, Dan Cloutier, Larry Courville, Alexandre Daigle, Éric Dazé, Shean Donovan, Jeff Friesen, Todd Harvey, Ed Jovanovski, Bryan McCabe, Marty Murray, Jeff O’Neill, Denis Pederson, Wade Redden, Jamie Rivers, Ryan Smyth, Lee Sorochan, Jamie Storr, Darcy Tucker Trainer: Don Hay |

| Silber Russland | Artjom Anissimow, Ruslan Batyrschin, Alexander Boikow, Pawel Boitschenko, Alexander Charlamow, Anwar Gatijatulin, Sergei Gussew, Witali Jatschmenjow, Wadim Jepantschinzew, Dmitri Klewakin, Alexander Koroljuk, Denis Kusmenko, Igor Meljakow, Walentin Morosow, Michail Ochotnikow, Ramil Saifullin, Nikolai Sawaruchin, Wadim Scharifjanow, Jewgeni Tarassow, Wladimir Tschebaturkin, Ilja Worobjow, Sergei Wyschedkewitsch, Andrei Zarjow Trainer: Igor Dmitrijew |

| Bronze Schweden | Jonas Andersson Junkka, Per Johan Axelsson, Daniel Back, Anders Burström, Johan Davidsson, Anders Eriksson, Johan Finnström, Jonas Forsberg, Fredrik Johansson, Andreas Karlsson, Jesper Mattson, Peter Nylander, Mattias Öhlund, Kristofer Ottosson, Mathias Pihlström, Henrik Smångs, Anders Söderberg, Peter Ström, Niklas Sundström, Per Svartvadet, Dick Tärnström, Daniel Tjärnqvist Trainer: Tommy Tomth |

| Absteiger:  | –                |
| Aufsteiger: | Schweiz Slowakei |

### Auszeichnungen
Spielertrophäen
| Auszeichnung       | Spieler          | Team     |
| ------------------ | ---------------- | -------- |
| Bester Torhüter    | Jewgeni Tarassow | Russland |
| Bester Verteidiger | Bryan McCabe     | Kanada   |
| Bester Stürmer     | Marty Murray     | Kanada   |

All-Star-Team
| Angriff:      | Éric Dazé – Jason Allison – Marty Murray |
| Verteidigung: | Bryan McCabe – Anders Eriksson           |
| Tor:          | Ihor Karpenko                            |

## B-Weltmeisterschaft
in Rouen, Caen u. a., Frankreich

### Spiele und Abschlusstabelle
| Team          | SUI  | SVK | POL | FRA | NOR | AUT | JPN  | ITA | Tore  | Punkte |
| ------------- | ---- | --- | --- | --- | --- | --- | ---- | --- | ----- | ------ |
| 1. Schweiz    |      | 3:1 | 4:4 | 4:1 | 4:4 | 3:1 | 11:1 | 8:0 | 40:12 | 12: 2  |
| 2. Slowakei   | 1:3  |     | 4:2 | 6:1 | 4:1 | 8:2 | 7:3  | 3:4 | 33:16 | 10: 4  |
| 3. Polen      | 4:4  | 2:4 |     | 0:6 | 5:4 | 4:1 | 6:0  | 5:3 | 26:22 | 9: 5   |
| 4. Frankreich | 1:4  | 1:6 | 6:0 |     | 1:2 | 3:0 | 6:3  | 6:0 | 24:15 | 8: 6   |
| 5. Norwegen   | 4:4  | 1:4 | 4:5 | 2:1 |     | 2:7 | 9:1  | 5:4 | 27:26 | 7: 7   |
| 6. Österreich | 1:3  | 2:8 | 1:4 | 0:3 | 7:2 |     | 4:4  | 5:4 | 20:31 | 5: 9   |
| 7. Japan      | 1:11 | 3:7 | 0:6 | 3:6 | 1:9 | 4:4 |      | 5:1 | 17:44 | 3:11   |
| 8. Italien    | 0:8  | 4:3 | 3:5 | 0:6 | 4:5 | 4:5 | 1:5  |     | 16:37 | 2:12   |

### Auf- und Abstieg
| Aufsteiger in die A-Gruppe:   | Schweiz Slowakei |
| Absteiger aus der A-Gruppe:   | kein Absteiger   |
| Absteiger in die C1-Gruppe:   | kein Absteiger   |
| Aufsteiger aus der C1-Gruppe: | Lettland Ungarn  |

### Auszeichnungen
Spielertrophäen
| Auszeichnung       | Spieler         | Team     |
| ------------------ | --------------- | -------- |
| Bester Torhüter    | Thomas Papp     | Schweiz  |
| Bester Verteidiger | Anders Myrvold  | Norwegen |
| Bester Stürmer     | Radoslav Kropáč | Slowakei |

All-Star-Team
| Angriff:      | Vjeran Ivanković – Radoslav Kropáč – Dariusz Łyszczarczyk |
| Verteidigung: | Rolf Ziegler – Ľubomír Višňovský                          |
| Tor:          | Cristobal Huet                                            |

## C1-Weltmeisterschaft
Das Hauptturnier der C1-Gruppe wurde in Puigcerdà, Spanien, ausgespielt.

### Qualifikation zur C1-Weltmeisterschaft
in Minsk, Belarus
| Team          | BLR | KAZ  | SLO  | Tore  | Pkt. |
| ------------- | --- | ---- | ---- | ----- | ---- |
| 1. Belarus    |     | 8:4  | 5:1  | 13: 5 | 4:0  |
| 2. Kasachstan | 4:8 |      | 11:0 | 15: 8 | 2:2  |
| 3. Slowenien  | 1:5 | 0:11 |      | 1:16  | 0:4  |

| qualifiziert für die Junioren C1-WM: | Belarus              |
| qualifiziert für die Junioren C2-WM: | Kasachstan Slowenien |

### Vorrunde
| Team              | HUN  | BLR | ROM  | GBR | Tore | Pkt. |
| ----------------- | ---- | --- | ---- | --- | ---- | ---- |
| 1. Ungarn         |      | 5:2 | 11:0 | 6:1 | 22:3 | 6:0  |
| 2. Belarus        | 2:5  |     | 3:2  | 8:2 | 13:9 | 4:2  |
| 3. Rumänien       | 0:11 | 2:3 |      | 4:3 | 6:17 | 2:4  |
| 4. Großbritannien | 1:6  | 2:8 | 3:4  |     | 6:18 | 0:6  |

| Team           | LAT  | DAN | ESP | NED  | Tore  | Pkt. |
| -------------- | ---- | --- | --- | ---- | ----- | ---- |
| 1. Lettland    |      | 7:5 | 9:0 | 13:1 | 29: 6 | 6:0  |
| 2. Dänemark    | 5:7  |     | 5:2 | 5:2  | 15:11 | 4:2  |
| 3. Spanien     | 0:9  | 2:5 |     | 4:3  | 6:17  | 2:4  |
| 4. Niederlande | 1:13 | 2:5 | 3:4 |      | 6:22  | 0:6  |

### Finale und Platzierungsspiele
| Spiel um Platz 7 |           |             |   |                |                             |
| 3. Januar 1995   | Puigcerdà | Niederlande | – | Großbritannien | 4:3 n. P. (0:0,1:2,2:1,1:0) |
|                  |           |             |   |                |                             |
| Spiel um Platz 5 |           |             |   |                |                             |
| 3. Januar 1995   | Puigcerdà | Spanien     | – | Rumänien       | 3:2 (1:1,0:1,2:0)           |
|                  |           |             |   |                |                             |
| Spiel um Platz 3 |           |             |   |                |                             |
| 3. Januar 1995   | Puigcerdà | Dänemark    | – | Belarus        | 3:2 (0:0,0:1,3:1)           |
|                  |           |             |   |                |                             |
| Finale           |           |             |   |                |                             |
| 3. Januar 1995   | Puigcerdà | Lettland    | – | Ungarn         | 5:2 (0:1,3:1,2:0)           |

### Abschlussplatzierung der C1-WM
| Pl. | Team           |
| --- | -------------- |
| 1   | Lettland       |
| 2   | Ungarn         |
| 3   | Dänemark       |
| 4   | Belarus        |
| 5   | Spanien        |
| 6   | Rumänien       |
| 7   | Niederlande    |
| 8   | Großbritannien |

### Auf- und Abstieg
| Aufsteiger in die B-Gruppe:  | Lettland Ungarn      |
| Absteiger aus der B-Gruppe:  | kein Absteiger       |
| Absteiger in die C2-Gruppe:  | kein Absteiger       |
| Aufsteiger in die C1-Gruppe: | Kasachstan Slowenien |

## C2-Weltmeisterschaft
Das C2-Turnier wurde in Tallinn (Estland) ausgetragen.

### Spiele und Abschlusstabelle
| Team              | KAZ  | SLO  | EST  | LTU  | CRO | YUG  | Tore  | Punkte |
| ----------------- | ---- | ---- | ---- | ---- | --- | ---- | ----- | ------ |
| 1. Kasachstan     |      | 3:3  | 13:1 | 11:2 | 2:2 | 18:2 | 47:10 | 8:2    |
| 2. Slowenien      | 3:3  |      | 3:3  | 9:3  | 8:2 | 17:4 | 40:15 | 8:2    |
| 3. Estland        | 1:13 | 3:3  |      | 6:4  | 2:2 | 12:3 | 24:25 | 6:4    |
| 4. Litauen        | 2:11 | 3:9  | 4:6  |      | 7:2 | 13:2 | 29:30 | 4:6    |
| 5. Kroatien       | 2:2  | 2:8  | 2:2  | 2:7  |     | 2:2  | 10:21 | 3:7    |
| 6. BR Jugoslawien | 2:18 | 4:17 | 3:12 | 2:13 | 2:2 |      | 13:62 | 1:9    |

### Auf- und Abstieg
| Aufsteiger in die C1-Gruppe: | Kasachstan Slowenien |
| Absteiger aus der C1-Gruppe: | kein Absteiger       |